# НБА в сезоні 1952–1953
Сезон НБА 1952–1953 був 7-им сезоном в Національній баскетбольній асоціації. Переможцями сезону стали «Міннеаполіс Лейкерс», які здолали у фінальній серії «Нью-Йорк Нікс».

## Регламент змагання
Участь у сезоні брали 10 команд, розподілених між двома дивізіонами.
По ходу регулярного сезону кожна з команд-учасниць провела від 69 до 71 гри. До плей-оф, який проходив за олімпійською системою, виходили по чотири кращих команди з кожного дивізіону. На стадії півфіналів дивізіонів проводилися серії ігор до двох перемог, причому лідерам регулярного сезону кожного з дивізіонів протистояли команди, що посіли четверті місця тих же дивізіонів, а другі та треті місця складали другу півфінальну пару кожного з дивізіонів. Команди, які на цьому етапі здолали своїх суперників, виходили до фіналів дивізіонів, в яких проводили між собою серію ігор до трьох перемог.
Чемпіони кожного з дивізіонів, що визначалися на стадії плей-оф, для визначення чемпіона НБА зустрічалися між собою у Фіналі, що складався із серії ігор до чотирьох перемог.

## Регулярний сезон

### Підсумкові таблиці за дивізіонами
| Східний                | В  | П  | %П   | Відст | Дом   | Гост  | Нейтр | Див   |
| ---------------------- | -- | -- | ---- | ----- | ----- | ----- | ----- | ----- |
| x-«Нью-Йорк Нікс»      | 47 | 23 | .671 | -     | 22-4  | 15-14 | 10-5  | 30-10 |
| x-«Сірак'юс Нейшеналс» | 47 | 24 | .662 | 0.5   | 32-2  | 10-20 | 5-2   | 26-15 |
| x-«Бостон Селтікс»     | 46 | 25 | .648 | 1.5   | 21-3  | 11-18 | 14-4  | 28-13 |
| x-«Балтимор Буллетс»   | 16 | 54 | .229 | 31    | 11-20 | 1–19  | 4-15  | 10-30 |
| «Філадельфія Ворріорс» | 12 | 57 | .174 | 34.5  | 5-12  | 1–28  | 6-17  | 7-33  |

| Західний                   | В  | П  | %П   | Відст | Дом   | Гост  | Нейтр | Див   |
| -------------------------- | -- | -- | ---- | ----- | ----- | ----- | ----- | ----- |
| x-«Міннеаполіс Лейкерс»    | 48 | 22 | .686 | -     | 24-2  | 16-15 | 8-5   | 17-13 |
| x-«Рочестер Роялс»         | 44 | 26 | .629 | 4     | 24-8  | 13-17 | 7-1   | 27-13 |
| x-«Форт-Вейн Пістонс»      | 36 | 33 | .522 | 11.5  | 25-9  | 8-19  | 3-5   | 18-22 |
| x-«Індіанаполіс Олімпіанс» | 28 | 43 | .394 | 20.5  | 19-14 | 4-23  | 5-6   | 15-26 |
| «Мілвокі Гокс»             | 27 | 44 | .380 | 21.5  | 14-8  | 3-24  | 10-12 | 15-26 |

Легенда:
- x – Учасники плей-оф

## Плей-оф
Переможці пар плей-оф позначені жирним. Цифри перед назвою команди відповідають її позиції у підсумковій турнірній таблиці регулярного сезону дивізіону. Цифри після назви команди відповідають кількості її перемог у відповідному раунді плей-оф.
|  | Півфінали дивізіонів | Півфінали дивізіонів | Півфінали дивізіонів |           |   | Фінали дивізіонів | Фінали дивізіонів | Фінали дивізіонів |  |  | Фінал НБА | Фінал НБА   | Фінал НБА |
|  |                      |                      |                      |           |   |                   |                   |                   |  |  |           |             |           |
|  | 1                    | Міннеаполіс          | 2                    |           |   |                   |                   |                   |  |  |           |             |           |
|  | 4                    | Індіанаполіс         | 0                    |           |   |                   |                   |                   |  |  |           |             |           |
|  | 4                    | Індіанаполіс         | 0                    |           | 1 | Міннеаполіс       | 3                 |                   |  |  |           |             |           |
|  | Західний Дивізіон    |                      |                      |           | 1 | Міннеаполіс       | 3                 |                   |  |  |           |             |           |
|  |                      |                      | 3                    | Форт-Вейн | 2 |                   |                   |                   |  |  |           |             |           |
|  | 3                    | Форт-Вейн            | 3                    | Форт-Вейн | 2 | 2                 |                   |                   |  |  |           |             |           |
|  | 3                    | Форт-Вейн            |                      |           |   | 2                 |                   |                   |  |  |           |             |           |
|  | 2                    | Рочестер             | 1                    |           |   |                   |                   |                   |  |  |           |             |           |
|  |                      |                      |                      |           |   |                   |                   |                   |  |  | W1        | Міннеаполіс | 4         |
|  |                      |                      | E1                   | Нью-Йорк  | 1 |                   |                   |                   |  |  |           |             |           |
|  | 1                    | Нью-Йорк             | 2                    |           |   |                   |                   |                   |  |  |           |             |           |
|  | 4                    | Балтимор             | 0                    |           |   |                   |                   |                   |  |  |           |             |           |
|  | 4                    | Балтимор             | 0                    |           | 1 | Нью-Йорк          | 3                 |                   |  |  |           |             |           |
|  | Східний Дивізіон     |                      |                      |           | 1 | Нью-Йорк          | 3                 |                   |  |  |           |             |           |
|  |                      |                      | 3                    | Бостон    | 1 |                   |                   |                   |  |  |           |             |           |
|  | 3                    | Бостон               | 3                    | Бостон    | 1 | 2                 |                   |                   |  |  |           |             |           |
|  | 3                    | Бостон               |                      |           |   | 2                 |                   |                   |  |  |           |             |           |
|  | 2                    | Сірак'юс             | 0                    |           |   |                   |                   |                   |  |  |           |             |           |

## Лідери сезону за статистичними показниками
| Показник                  | Гравець       | Команда                | Результат |
| ------------------------- | ------------- | ---------------------- | --------- |
| Очки                      | Ніл Джонстон  | «Філадельфія Ворріорс» | 1,564     |
| Підбирання                | Джордж Майкен | «Міннеаполіс Лейкерс»  | 1,007     |
| Передачі                  | Боб Коузі     | «Бостон Селтікс»       | 547       |
| % влучань з гри           | Ніл Джонстон  | «Філадельфія Ворріорс» | .452      |
| % влучань штрафних кидків | Білл Шерман   | «Бостон Селтікс»       | .850      |

## Нагороди НБА

### Щорічні нагороди
- Новачок року: Дон Мейнек, «Форт-Вейн Пістонс»

| - Перша збірна всіх зірок: - Джордж Майкен, «Міннеаполіс Лейкерс» - Ніл Джонстон, «Філадельфія Ворріорс» - Боб Коузі, «Бостон Селтікс» - Ед Маколі, «Бостон Селтікс» - Дольф Шеєс, «Сірак'юс Нейшеналс» | - Друга збірна всіх зірок: - Боб Девіс, «Рочестер Роялс» - Верн Міккельсен, «Міннеаполіс Лейкерс» - Енді Філліп, «Філадельфія Ворріорс» - Білл Шерман, «Бостон Селтікс» - Боббі Вензер, «Рочестер Роялс» |